# Тешабаев, Фатих Гуламович
Фа́ттах Гулямович Тешабаев (18 октябрь 1939 года, c. Ташкент, УзССР, Союз Советских Социалистических Республик — 2005 год, г. Ташкент, Узбекистан) — советский и узбекский государственный деятель, первый заместитель министра иностранных дел Республики Узбекистан (1991—1997).

## Биография
18 октября 1939 года родился в г. Ташкент.
Трудовую деятельность начал в 1962 году: вначале работал преподавателем кафедры индийской филологии Ташкентского государственного университета, затем старшим научным сотрудником Института Философии и права Академии Наук УзССР.
В 1969—1984 гг. — осуществлял трудовую деятельность в Посольстве СССР в Индии. Прошел путь от старшего экономиста до Консула и директора культурного центра Союза Советских Обществ Дружбы СССР в Бомбее (Индия).
С 1984 г. работал инструктором Центрального Комитета Коммунистической Партии УзССР.
В 1985—1989 гг. — председателем президиуму Общества дружбы и культурных связей Узбекистана с зарубежными странами.
С октября 1989 года работает заведующим отделом межгосударственных связей Аппарата Президента УзССР.
В октябре 1991 года назначен на должность первого заместителя министра иностранных дел Республики Узбекистан.
В ноябре 1993 года назначен Чрезвычайным и Полномочным Послом Республики Узбекистан в США и Постоянным представителем Республики Узбекистан в ООН.
В мае 1997 года назначен Послом Республики Узбекистан в Великобритании.
В 2000—2004 гг. — работал Советником постоянного представителя ООН и постоянного координатора ПРООН в Республике Узбекистан.